# Adware
Adware (din limba engleză ad = publicitate și ware = software) este un program care afișează reclame de conținut promoțional la rularea acestuia, reclame care pot fi afișate ca bannere în fereastra programului, sau de tip pop-up. Unele programe adware pot fi considerate o formă de spyware care pot să colecteze ilegal informații sensitive fără știrea utilizatorului: autentificări, adresa de e-mail, adresa IP a calculatorului, locația acestuia etc. De obicei, adware-ul nu conține cod nociv ca un virus sau troian.
Adware-ul este lansat pentru promovarea unor părți terțe și pentru a genera venituri dezvoltatorilor acestuia. Atunci când este adăugat unui browser (browser hijack), un astfel de software poate să colecteze și informații despre activitatea utilizatorilor pe internet. Informațiile colectate sunt utilizate pentru a acumula statistici generale, precum website-uri vizitate cel mai des, reclamele preferate și datele introduse.

## Caracteristici
Atunci când un adware se infiltrează în sistem, va începe să ruleze în fundalul sistemului și va iniția următoarele activități:
- afișarea de reclame pop-up, banere, și link-uri
- redirecționări către website-uri afiliate de pe browserul web pentru a crește traficul web al acestor site-uri.
- se actualizează și instalează componente adiționale fără autorizarea utilizatorului: bare de unelte, alte adware-uri și software-uri terțe nedorite.
- urmărește activitatea utilizatorului de pe internet și adună informații despre interesele lor, cele mai vizitate website-uri, datele introduse, etc. Odată colectate, întregul pachet de date este trimis unui server la distanță.
- degradarea generală a performanței sistemului. Unele programe de tip adware sunt  programate defectuos, și pot cauza încetiniri și instabilitatea calculatorului.
- nu oferă funcție de dezinstalare pentru a preveni eliminarea din sistem.

### Moduri de propagare
Adware-ul, se bazează pe trei metode de distribuție:
- pagină web: majoritatea programelor de tip adware provin dintr-un website oficial care le prezintă ca fiind utile, de exemplu, add-on, asistenți de cumpărături online, sau plugin pentru jocuri. (Exemple: Outrageous Deal, un adware care utilizează campanii publicitare intense pentru a se promova, Offers4U,  promovat ca asistent de cumpărături, pentru a redirecționa utilizatorii către website-uri predeterminate.

- programe gratuite: metoda de distribuție este cea mai comună atunci când se promovează adware și browser hijack (exemple: CoolWebSearch, WinTools, etc).

- reclame de tip pop-up: deschiderea de reclame pop-up poate de asemenea să conducă la infiltrarea unui program de tip adware. Majoritatea acestor notificări „recomandă” descărcarea unor actualizări, un software necesar, și alte componente similare. Cea mai sigură metodă de actualizare/instalare a programelor necesare este prin utilizarea website-urilor oficiale ale acestora. DNS Unlocker este un exemplu de adware extrem de agresiv care aplică un număr mare de reclame pop-up înșelătoare pe site-urile favorite. Deschiderea acestuia conduce la infiltrarea altor adware-uri, precum DNS Unblocker, DNS-Locker, DNS-Keeper. [1]

## Protecție
Cel mai sigur mod de eliminare a unui adware și a componentelor acestuia este prin utilizarea unui program legitim. Majoritatea programelor anti virus sunt capabile să elimine și adware: 
- Adblock Plus
- Adaware
- AdwCleaner
- Avast
- Bitdefender
- BullGuard
- ClamAV
- Emsisoft Anti-Malware
- G DATA Software
- Kaspersky Lab
- Malwarebytes
- Panda
- Spyware Doctor
- Spyware Assassin
- Spybot
- UBlock Origin
- Webroot etc.[2]